# Fundació Joan Brossa
La Fundació Joan Brossa va ser constituïda el 1999 per a salvaguardar el fons i la memòria de Joan Brossa i Cuervo, exhibir i difondre el seu missatge a un ampli nombre de lectors i espectadors". És la titular de tots els drets d'autor i de copyright de l'obra del poeta, tant l'escrita com la plàstica. Actualment el president n'és el compositor Josep Maria Mestres Quadreny i la directora la professora universitària Glòria Bordons de Porrata-Doria.

## Història
Al llarg de la seva vida, Brossa va aplegar una quantitat ingent i molt variada de materials. Són cèlebres les fotos del seu primer estudi al carrer de Balmes, que mostren els munts de papers que emmagatzemava al terra de totes les estances. Va ser aquesta acumulació, que ell considera un desordre controlat, la que el va impulsar a llogar, el 1987, un segon estudi en què va continuar-hi conservant documentació diversa fins a la seva mort.
Per salvaguardar aquest llegat documental, al cap d'un any de la mort del poeta es va constituir la Fundació Joan Brossa, que va assumir la custòdia i catalogació de tot aquest material. La Fundació es va constituir com a tal el 20 d'octubre de 1999 al carrer de Roger de Llúria, 116 de Barcelona. Després del seu trasllat a La Seca Espai Brossa, la fundació es troba actualment al Centre d'Estudis i Documentació MACBA, a la Plaça dels Àngels núm. 8, primera planta.
Fidel als seus objectius, la Fundació promou tota mena d'activitats destinades a l'estudi i a la divulgació de tots els gèneres que va cultivar el poeta Joan Brossa, amb èmfasi en el seu caràcter interdisciplinari i en el rigor de la seva obra, allunyant-lo de la trivialització o de la visió parcial a les que sovint ha estat sotmesa. A aquest respecte en promou la recerca -especialment l'acadèmica- i l'edició, la reedició, la traducció, la representació i l'exhibició, amb activitats d'abast internacional.
L'entitat compta d'un servei pedagògic molt actiu destinat a tota mena de públics, especialment de les noves generacions, i ofereix assessorament als estudiosos de tot el món que volen apropar-se a la figura del poeta des dels àmbits culturals i artístics més diversos.
De 2005 a 2010 disposà d'un espai expositiu al carrer de Provença, 318 de Barcelona que hagué de ser tancat per causes econòmiques. Actualment no hi ha una exposició de referència sobre l'obra del poeta. Per això, la Fundació col·labora amb diverses entitats amb la voluntat de treballar en projectes conjunts que permetin donar a conèixer l'esperit calidoscòpic de la poesia brossiana. La Filmoteca de Catalunya, la Fundació Joan Miró o la Fundació Antoni Tàpies són algunes de les entitats amb les quals s'han treballat.

## Patronat[3]
- President: Vicenç Altaió
- Vicepresident institucional: Daniel Giralt-Miracle
- Vicepresidenta d'estudis: Glòria Bordons
- Tresorer i Secretari: Joan Abellà
- Vocals: Mercè Centellas, Xavier Folch, Dolors Guilleumas, Jesús Julve, Carme Llopis, Albert Mestres, Albert Mestres, Jaume Maymó i Antoni Rubió.
- Vocals institucionals: Ajuntament de Barcelona, MACBA, Fundació Joan Miró i Associació Joan Ponç.
- President emèrit: Josep Maria Mestres Quadreny
- Vocal emèrit: Guillem Sànchez